# Comité Olímpico de Filipinas
El Comité Olímpico de Filipinas es el comité que rige la participación de los atletas filipinos en los diferentes justas olímpicas y otras competencias deportivas.
Es una organización privada no gubernamental madre de todas las Asociaciones Nacionales de Deportes en Filipinas. Es reconocido por el Comité Olímpico Internacional (COI) por tener la autoridad exclusiva para la representación de Filipinas en los Juegos Olímpicos, los Juegos Asiáticos, los Juegos del Sudeste Asiático y otras competiciones de múltiples eventos.
El comité es financieramente independiente y no recibe ningún subsidio del gobierno, aunque sus miembros reciben alguna ayuda financiera de la Comisión de Deportes de Filipinas. En cambio, el comité apoya sus propias actividades con fondos generados por patrocinios, tarifas de licencia en el uso de las marcas olímpicas, subsidios e ingresos de proyectos especiales y donaciones.

## Presidentes

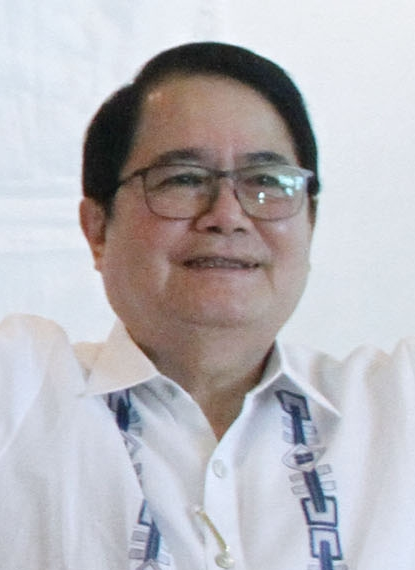
Victorico Vargas, presidente del Comité Olímpico de Filipinas.

| Presidente | Presidente         | Periodo          | Periodo          |
| Presidente | Presidente         | Desde            | Hasta            |
| ---------- | ------------------ | ---------------- | ---------------- |
| 1          | Ambrosio Padilla   | 1975             | 1976             |
| 2          | Nereo Andolong     | 1977             | 1980             |
| 3          | Julian Malonso     | 1980 provisional | 1980 provisional |
| 4          | Michael Keon       | 1981             | 1984             |
| 5          | Jose Sering        | 1985             | 1992             |
| 6          | Rene Cruz          | 1993             | 1996             |
| 7          | Cristy Ramos       | 1997             | 1999             |
| 8          | Celso Dayrit       | 1995             | 2004             |
| 9          | Jose Cojuangco, Jr | 2005             | 2018             |
| 10         | Victorico Vargas   | 2018             | presente         |